# Рентгеновская фотоэлектронная спектроскопия

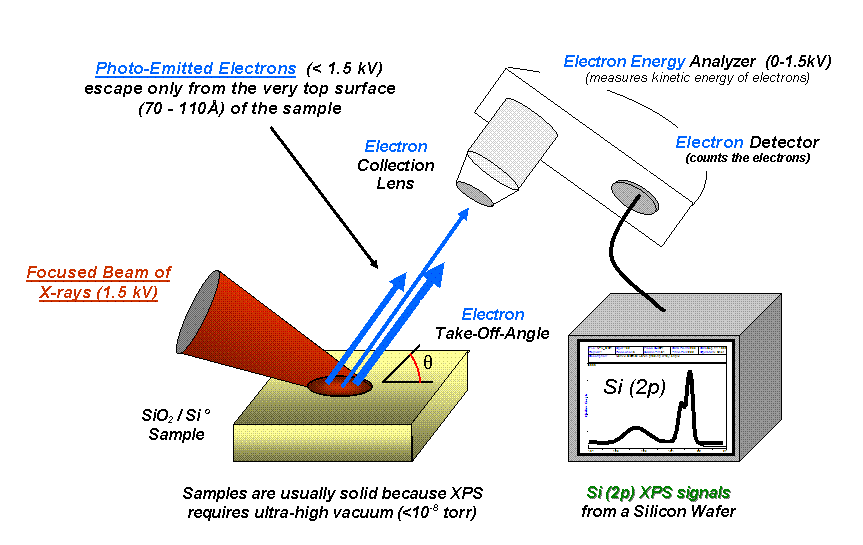
Схема монохроматической системы рентгеновской фотоэлектронной спектроскопии (РФЭС).

Рентгеновская фотоэлектронная спектроскопия (РФЭС) — полуколичественный спектроскопический метод исследования элементного состава, химического и электронного состояния атомов на поверхности изучаемого материала. Он основан на явлении внешнего фотоэффекта. Спектры РФЭС получают облучением материала пучком рентгеновских лучей с регистрацией зависимости количества испускаемых электронов от их энергии связи. Исследуемые электроны эмиттируются по всей глубине проникновения используемого мягкого рентгеновского излучения в исследуемый образец (обычно порядка 1 мкм, что очень много по сравнению с размерами атомов и молекул). Однако, выбитые рентгеновскими квантами электроны сильно поглощаются исследуемым веществом настолько, что эмиттированные на глубине около 100 Å они уже не могут достичь поверхности, испуститься в вакуум и, соответственно, быть детектированными прибором. Именно поэтому методом РФЭС можно собрать информацию о самых верхних (около 10-30) атомных слоях образца без информации об его объёме. Поэтому этот метод незаменим, как метод анализа и контроля в ряде отраслей таких, как полупроводниковая индустрия, гетерогенный катализ и т. д.
РФЭС — метод анализа поверхности, который может быть использован для анализа химического состояния материала как в его первоначальном состоянии, так и после некоторой обработки, например скола, разреза или очистки в воздухе или сверхвысоком вакууме для исследования внутреннего химического состава образца, облучения высокоэнергетическим пучком ионов для очистки поверхности от загрязнений, нагрева образца, чтобы изучить изменения вследствие нагревания, помещения в атмосферу реактивного газа или раствора, облучения ионами с целью их внедрения, облучения ультрафиолетовым светом.
Поскольку для возбуждения фотоэмиссии используется излучение с известной длиной волны, энергия связи испускаемых электронов может быть найдена по уравнению, следующему из закона сохранения энергии:
{\displaystyle E_{\text{b}}=E_{\text{photon}}-\left(E_{\text{k}}+\phi \right)}
где {\displaystyle E_{\text{b}}} — энергия связи электрона, {\displaystyle E_{\text{photon}}} — энергия возбуждающего фотона, {\displaystyle E_{\text{k}}} — фиксируемая в эксперименте кинетическая энергия электрона, φ — работа выхода спектрометра.